# Cryptanura atriceps
Cryptanura atriceps là một loài tò vò trong họ Ichneumonidae.